# Oroz-Betelu
Oroz-Betelu là một đô thị trong tỉnh và cộng đồng tự trị Navarre, Tây Ban Nha.